# Anourosorex
Anourosorex is een geslacht van zoogdieren uit de  familie van de spitsmuizen (Soricidae). De wetenschappelijke naam van het geslacht werd in 1872 gepubliceerd door Alphonse Milne-Edwards.

## Soorten
Er worden 4 soorten in dit geslacht geplaatst:
- Anourosorex assamensis J. Anderson, 1875
- Anourosorex schmidi Petter, 1963
- Anourosorex squamipes A. Milne-Edwards, 1872 – Sechuanmolspitsmuis
- Anourosorex yamashinai Kuroda, 1935